# قاسية وغير عادية (رواية)
قاسية وغير عادية هي رواية خيال علمي من تأليف باتريشيا كورنويل. وهو الكتاب الرابع في سلسلة دكتور كاي سكاربيتا.

## ملخص
يستدعى كبير الفاحصين الطبيين في فرجينيا كاي سكاربيتا لتشريح جثة القاتل المدان روني واديل بعد إعدامه. بعد عدة أيام من إعدامه، يكتشف صبي صغير مقتولًا بطريقة جرائم القتل السابقة التي ارتكبها واديل، مع وجود بصمات واديل بالقرب من جسده. يحاول سكاربيتا مع وكيل مكتب التحقيقات الفيدرالي بينتون ويسلي والمحقق بيت مارينو، اكتشاف كيف يمكن أن يكون سجينًا ميتًا قد ارتكب جريمة قتل أخرى بعد وفاته.

## الشخصيات
- كاي سكاربيتا - كبير الفاحصين الطبيين.
- بينتون ويسلي - مكتب التحقيقات الفيدرالي.
- بيت مارينو - ملازم محقق في قسم شرطة ريتشموند.
- نيكولاس غرومان - محامي، يدعو إلى إلغاء عقوبة الإعدام، معتبراً إياها "قاسية وغير عادية".
- جو نورنج – حاكم فرجينيا، جمهوري، أسقفي.
- بن ستيفنز - مدير مشرحة كاي. يتعاطى المخدرات ونمط الحياة الحزبي. تلقي رشوة من فرانك دوناهو للتلاعب بالأدلة.
- تيمبل بروكس غولت – قاتل الضحايا في الكتاب. يستخدم الاسم المستعار هيلتون سوليفان.
- لوسي - ابنة أخت كاي.

### الضحايا
- إيدي هيث - صبي يبلغ من العمر 13 عامًا قُتل بطريقة مشابهة لروبين نايسميث قبل سنوات.
- جينيفر ديتون - عندما عثر عليها في السيارة، كان يُعتقد في الأصل أنها منتحرة. وأثناء تشريح الجثة بعد الوفاة، كان سبب الوفاة هو الاختناق .
- سوزان داوسون – مشرفة مشرحة كاي.
- فرانك دوناهو – حارس السجن.[1]
- هيلين غرايمز - حارسة السجن.

### وفيات أخرى
- روبين نايسميث - ضحية روني جو واديل.
- روني جو واديل - قاتل روبين نايسميث المدان، والذي عثر على بصمات أصابعه في مكان جينيفر ديتون . حكم عليه بالإعدام صعقاً بالكهرباء في بداية الكتاب.
- مارك جيمس - توفي عندما انفجرت قنبلة وضعت في سلة المهملات داخل محطة فيكتوريا بلندن في اللحظة التي مر فيها.

## المواضيع الرئيسية
- البحث عن القاتل.

## جوائز و ترشيحات
- فاز الكتاب بجائزة الخنجر الذهبي للرواية 1993.[2]

## روابط خارجية
- الموقع الرسمي للمؤلف